# Ralph Hepburn

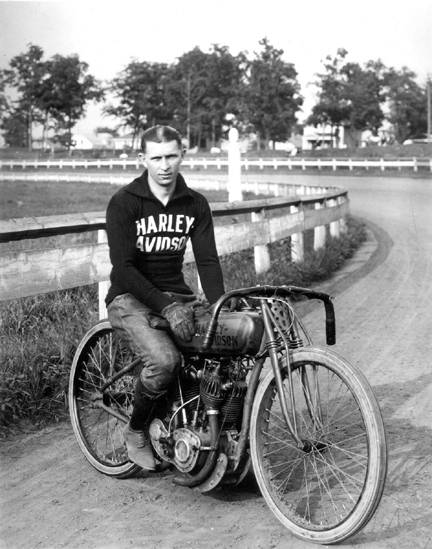
Ralph Hepburn auf einer Harley-Davidson 1919

Ralph Hepburn (* 11. April 1896 in Somerville; † 16. Mai 1948 am Indianapolis Motor Speedway) war ein US-amerikanischer Motorrad- und Autorennfahrer.

## Karriere

### Motorradsport
Ralph Hepburn, der im Alter von zehn Jahren mit seinen Eltern von Massachusetts nach Los Angeles zog, begann vor dem Ersten Weltkrieg mit dem Motorradsport. Er bestritt Dirt- und Board-Track-Rennen und war Mitglied einer Motorrad-Performance-Truppe, die an der gesamten Westküste Motorradkunstfahrten vorführte. National bekannt wurde er 1919, nach seinem Sieg beim 200-Meilen-Rennen vom Ascot Park, als Werksfahrer von Harley-Davidson. In den frühen 1920er-Jahren wurde er zum Spitzenfahrer im US-amerikanischen Motorradsport. Er wechselte von Harley-Davidson als Werksfahrer zu Indian und siegte 1921 und 1922 bei der 300-Meilen-National Championship.

### Automobilsport
1924 wechselte Hepburn vom Motorrad zum Automobilrennsport. 1925 gab er auf einem Miller sein Debüt beim 500-Meilen-Rennen von Indianapolis, wo er bis 1946 15-mal am Start war. Seine Indianapolis-Karriere umfasste drei Dekaden und in jedem dieser drei Jahrzehnte war er mindestens bei einem Rennen in Führung gelegen. Gewinnen konnte er die 500 Meilen aber nie. 1931 wurde er Dritter und sechs Jahre später, als er Zweiter hinter Wilbur Shaw wurde, verpasste er den Sieg nur um 2,1 Sekunden.
Während des Zweiten Weltkriegs war er für eine Periode Präsident der Gesellschaft für professionelle US-amerikanische Autorennfahrer und bestritt 1946 im Alter von 50 Jahren sein 15. 500-Meilen-Rennen. Hepburn qualifizierte sich für die Pole-Position; führte im Rennen 44 Runden, fiel aber nach Unfall in der 121 Runde aus. 1948 sollte er das Rennen auf dem neuen Monoposto von Preston Tucker bestreiten, verunglückte jedoch im Training tödlich. Er wurde 52 Jahre alt und hinterließ seine Frau Ida Mae und eine Tochter. Hepburn ruht im Forest Lawn Memorial Park in Glendale, Los Angeles County.

## Ehrungen
- Aufnahme in die Motorcycle Hall of Fame[1]